# Хадита (плотина)
Хади́та (араб. سد حديثة‎, садд хадиса — «новая плотина») или Эль-Кадисия (سد القادسية‎) — плотина на реке Евфрат в Хадите, Ирак. Создаёт водохранилище Кадисия. Длина дамбы — 9 км, высота — 57 метров. Целью постройки плотины была производство электроэнергии, регуляция уровня воды в Евфрате и орошение. Это вторая по величине плотина в Ираке после плотины в Мосуле. Построена в период с 1977 по 1983 с помощью СССР.

## География
Плотина находится в узкой части долины Евфрата где от основного русла отходит небольшой канал. Гидроэлектростанция находится на этом канале, в 3310 метрах от южной оконечности плотины. Общий объём дамбовых сооружений — 0,03 км³. Гидроэлектростанция оснащена шестью поворотно-лопастными турбинами. Максимальный расход воды на водосбросе — 11000 кубических метров в секунду. Наибольший объём водохранилища Кадисия — 8,3 км³, а площадь — 500 км². В среднем площадь составляет 415 км², а объём — 7 км³.